# 萬禮火化場與骨灰甕安置所
萬禮火化場與骨灰甕安置所（英語：Mandai Crematorium and Columbarium）是位於新加坡萬禮路的一座火化與骨灰甕安置綜合設施。該設施由新加坡政府管理，隸屬於國家環境局。它是新加坡三座政府營運的火化場之一，另兩座分別為蔡厝港骨灰甕安置所和義順骨灰甕安置所。
萬禮火化場與骨灰甕安置所鄰近義順新鎮。
由於新加坡國土狹小、土地有限，難以廣泛設立傳統墓園，因此此設施成為許多新加坡人最終的安息之地之一。

## 歷史
隨著翡瓏山火化場（英語：Mount Vernon Crematorium）在1970年代末達到其最大處理能力，新加坡政府開始著手設立第二座政府火化場。政府選定了位於萬禮的一塊地皮作為新火化場的興建地點。該設施於1982年完工，設有4座大型火化爐、4座小型火化爐，以及1,200個骨灰龕位。啟用不久後，該設施被指定為火化從已關閉墓地中起掘的遺骸之用途。
到了2000年，政府決定將所有火化服務集中至萬禮火化場。因此，當局在原有設施以南興建一座新擴建設施。該設施於2004年中完工，設有4個靈堂、4個觀禮廳、12座火化爐與1個候禮區，同時也取代了翡瓏山火化場，後者於新設施啟用當日正式關閉。萬禮的骨灰甕安置所亦擴建，用以安置來自文禮火化場遷出的骨灰。
為應對全島人口日益增長的需求，政府決定進一步擴建萬禮火化場。預計於2019年第三季完工，該新擴建設施將擁有6個靈堂、6個觀禮廳、3個候禮廳，以及18座火化爐。

## 圖庫

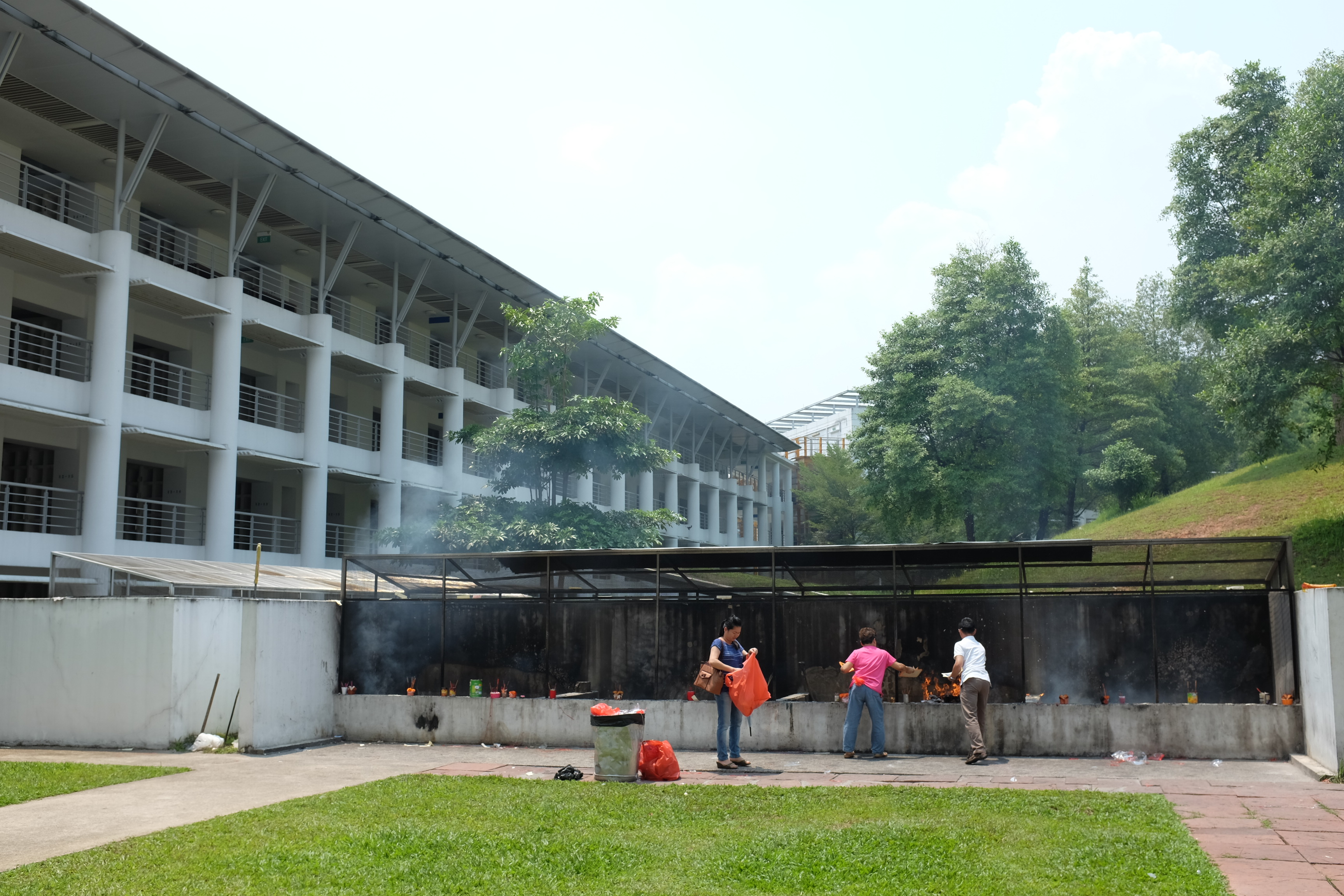
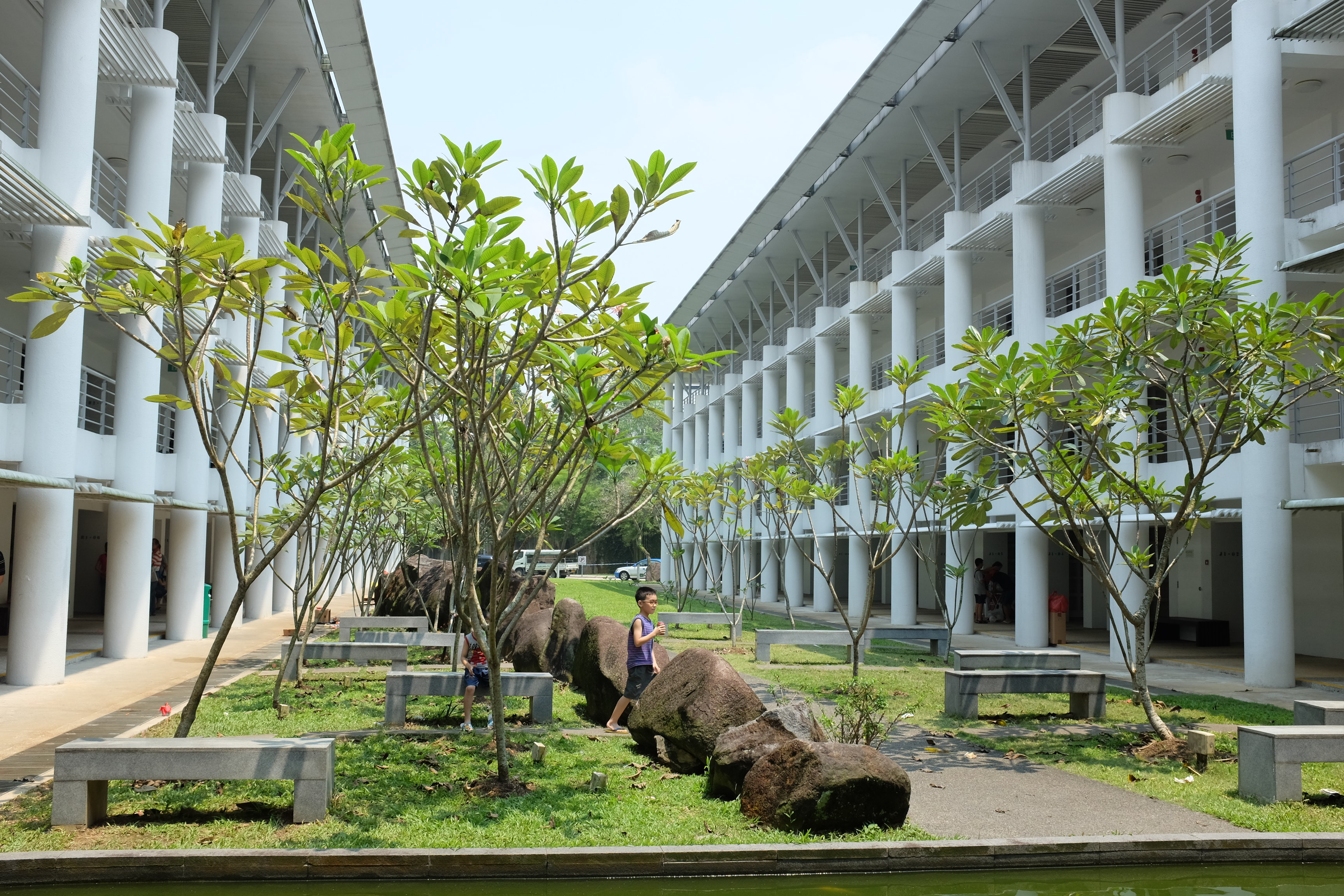
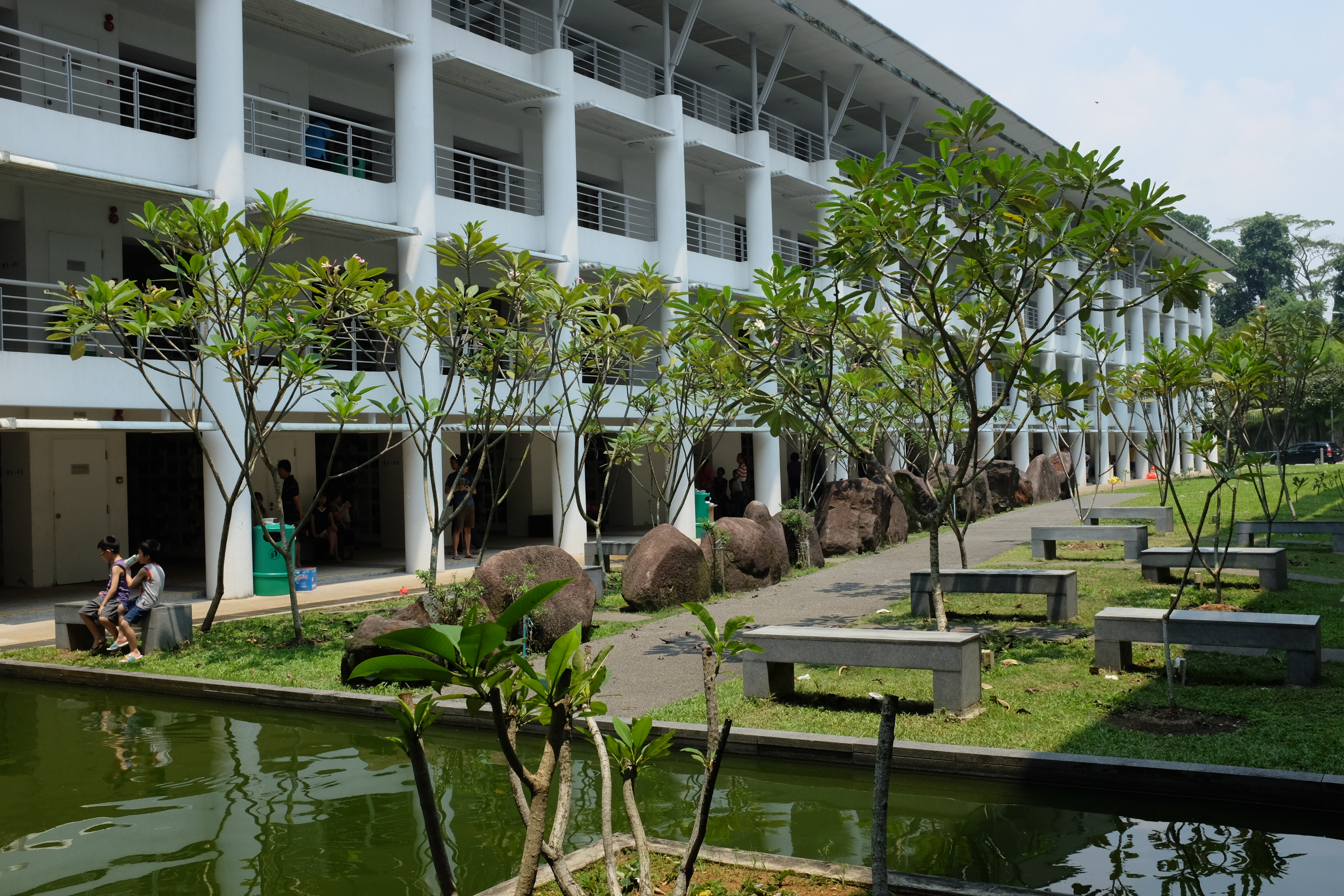
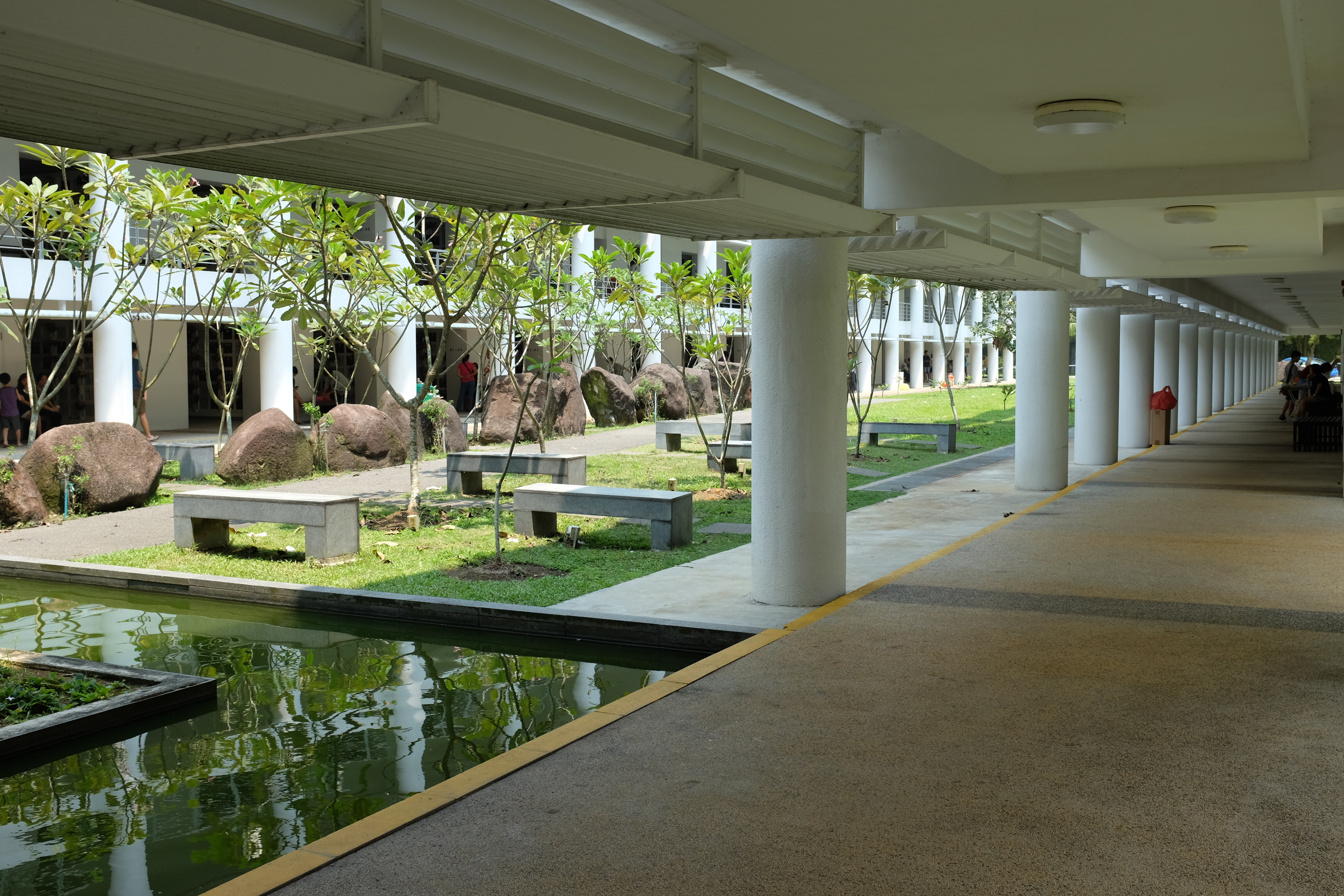

## 流芳於此
| 辭世年份 | 姓名             | 備註                                                                 |
| -------- | ---------------- | -------------------------------------------------------------------- |
| 2004     | 黃娜             | 年僅八歲的女童，遭卓良豪殘忍謀殺。兇手於2006年伏法。                 |
| 2004     | 吳信達           | 新加坡文學先驅                                                       |
| 2005     | 黃金輝           | 新加坡第四任總統                                                     |
| 2005     | 黃宗仁           | 新加坡首任首席大法官                                                 |
| 2006     | 黎嘉才           | 原高等法院法官                                                       |
| 2006     | 拉惹勒南         | 新加坡首任資政，亦為副總理與建國元老之一                             |
| 2006     | 林金山           | 曾任財政部長、通訊部長、教育部長、國家發展部長與環境與可持續發展部長 |
| 2007     | 紀恩鋭           | 2007年柬埔寨洞里萨湖龍舟事故五位罹難者之一                           |
| 2010     | 吴庆瑞           | 新加坡第二任副總理                                                   |
| 2010     | Balaji Sadasivan | 新加坡前外交部高級政務部長                                           |
| 2010     | 柯玉芝           | 新加坡建國總理李光耀夫人                                             |
| 2012     | 杜进才           | 新加坡首任副總理                                                     |
| 2012     | 陈文德           | 新加坡第二任檢察總長                                                 |
| 2012     | 楊愛曼           | 新传媒藝人、点心宝贝成员                                             |
| 2015     | 李光耀           | 新加坡建國總理                                                       |
| 2016     | 塞拉潘·纳丹      | 新加坡第六任總統                                                     |
| 2017     | Tan See Lai      | 資深新聞主播、電視製作人與教育者                                     |
| 2018     | 许淑香           | 新加坡第四任總統黃金輝之妻                                           |
| 2019     | 馮偉衷           | 新加坡藝人，在纽西兰服役訓練期間殉職                                 |
| 2019     | 白言             | 新加坡老牌藝人                                                       |
| 2020     | 楊邦孝           | 新加坡第二任首席大法官                                               |
| 2021     | 林孝谆           | 前新加坡民主黨反對派國會議員                                         |
| 2023     | 胡赐道           | 最長任期的財政部長                                                   |
| 2024     | 黄祖耀           | 大華銀行前主席                                                       |
| 2024     | 庄日昆           | 前高級政務部長                                                       |
| 2024     | 李玮玲           | 新加坡神經學家，建國總理李光耀之獨女                                 |
| 2025     | 林益民           | 新加坡喜劇演員、藝人                                                 |

## 另見
新加坡其他非政府經營的火化場與骨灰瓮安置設施包括：
- 光明山普覺禪寺：新加坡規模最大的佛教寺院，設有自營的火化與骨灰安置設施。
- 克兰芝国家公墓：提供傳統土葬服務，專為新加坡傑出人士設立的國家陵園。
- 廣惠肇碧山亭：由華人宗親會營運的非政府骨灰瓮安置所。